# 23 Cygni
23 Cygni, som är stjärnans Flamsteed-beteckning, är en ensam stjärna belägen i den norra delen av stjärnbilden Svanen. Den har en skenbar magnitud på ca 5,14 och är svagt synlig för blotta ögat där ljusföroreningar ej förekommer. Baserat på parallax enligt Gaia Data Release 2 på ca 5,9 mas, beräknas den befinna sig på ett avstånd på ca 550 ljusår (ca 169 parsek) från solen. Den rör sig närmare solen med en heliocentrisk radialhastighet av ca -32 km/s. Stjärnan förväntas komma så nära Jorden som 166 ljusår om ca 5,6 miljoner år och kommer på det avståndet att ha en skenbar magnitud av 2,24.

## Egenskaper
23 Cygni är en blå till vit stjärna i huvudserien av spektralklass B5 V. Den har en massa som är ca 4,7 solmassor, en radie som är ca 4,3 solradier och utsänder ca 612 gånger mera energi än solen från dess fotosfär vid en effektiv temperatur av ca 14 900 K.